# Masdevallia phlogina
Masdevallia phlogina är en orkidéart som beskrevs av Carlyle August Luer. Masdevallia phlogina ingår i släktet Masdevallia och familjen orkidéer.
Artens utbredningsområde är Peru. Inga underarter finns listade i Catalogue of Life.